# Istenszülő elszenderedése fatemplom (Lunkány)
A lunkányi Istenszülő elszenderedése fatemplom műemlékké nyilvánított épület Romániában, Hunyad megyében. A romániai műemlékek jegyzékében a  HD-II-m-B-03361 sorszámon szerepel.